# アメリカンエクリプス
アメリカンエクリプス（American Eclipse、1814年 - 1847年）は、19世紀初頭に活躍したアメリカ合衆国の競走馬・種牡馬である。アメリカ競馬最初期の名馬で、1970年にU.S. Racing Hall of Hame（アメリカ競馬殿堂）に選定されている。
1814年にニューヨークのGen. Nathaniel Colesのもとで生まれた。馬名は本来は単にエクリプスであり、有名なエクリプスにちなんで付けられた。イギリスのそれとは区別するためにアメリカンエクリプスと呼ばれる。父系はアメリカに輸入された初代ダービー優勝馬ダイオメドの系統であり、エクリプス系ではなくヘロド系に属しているが、本物のエクリプスの血も母の母の父ポテイトーズの父として入っている。
アメリカンエクリプスは優れた競走馬で、4から5歳、および7から9歳にかけていくつかのヒート競走、マッチレースを戦い、8戦全勝の成績を残した。この間5歳のときに3000ギニーでコーネリアスの手に渡っており、6、7歳時は種牡馬として使われた記録も残っている。
競走成績のなかでも1823年5月27日にロング・アイランドのユニオン・コースで開催された南北対抗競馬はアメリカ競馬の歴史的に重要な競走で、北部馬アメリカンエクリプスは南部馬ヘンリー (Henry) と対決した。第一ヒートではヘンリーが先着したが、第二、第三ヒートではアメリカンエクリプスが先着し、アメリカンエクリプスの勝利に終わった。この競馬には6万人の大観衆が集まり、北部の人間はアメリカンエクリプスの勝利に大いに沸いたという。ちなみにこの大観衆の中の一人が後の第7代アメリカ大統領であるアンドリュー・ジャクソンであった。
1847年に33歳の長寿で死亡。123年後の1970年にU.S. Racing Hall of Hame（アメリカ競馬殿堂）に選ばれている。名誉の殿堂に選ばれている馬の中でアメリカンエクリプスは2番目に時代が古い。

## おもな産駒
- アリエル（57戦42勝）
- メドック（1840,1841年アメリカチャンピオンサイアー）

## 血統表
| アメリカンエクリプスの血統（ヘロド系／Gimcrack5×4=9.38% ） | アメリカンエクリプスの血統（ヘロド系／Gimcrack5×4=9.38% ） | アメリカンエクリプスの血統（ヘロド系／Gimcrack5×4=9.38% ） | （血統表の出典）    | （血統表の出典） |
| 父 Duroc 1806 栗毛                                         | 父の父Diomed 1777 栗毛                                     | Florizel I                                                 | Herod               | Herod            |
| 父 Duroc 1806 栗毛                                         | 父の父Diomed 1777 栗毛                                     | Florizel I                                                 | Cygnet Mare         |                  |
| 父 Duroc 1806 栗毛                                         | 父の父Diomed 1777 栗毛                                     | Spectator Mare                                             | Spectator           | Spectator        |
| 父 Duroc 1806 栗毛                                         | 父の父Diomed 1777 栗毛                                     | Spectator Mare                                             | Horatia             |                  |
| 父 Duroc 1806 栗毛                                         | 父の母Amanda 1800 栗毛                                     | Tayloe's Grey Diomed                                       | Medley              | Medley           |
| 父 Duroc 1806 栗毛                                         | 父の母Amanda 1800 栗毛                                     | Tayloe's Grey Diomed                                       | Sloe Mare           |                  |
| 父 Duroc 1806 栗毛                                         | 父の母Amanda 1800 栗毛                                     | Virginia Cade Mare                                         | Virginia Cade       | Virginia Cade    |
| 父 Duroc 1806 栗毛                                         | 父の母Amanda 1800 栗毛                                     | Virginia Cade Mare                                         | Independence Mare   |                  |
| 母 Millers Damsel 1802 芦毛                                | 母の父Messenger 1780 芦毛                                  | Mambrino                                                   | Engineer            | Engineer         |
| 母 Millers Damsel 1802 芦毛                                | 母の父Messenger 1780 芦毛                                  | Mambrino                                                   | Cade Mare           |                  |
| 母 Millers Damsel 1802 芦毛                                | 母の父Messenger 1780 芦毛                                  | Turf Mare                                                  | Turf                | Turf             |
| 母 Millers Damsel 1802 芦毛                                | 母の父Messenger 1780 芦毛                                  | Turf Mare                                                  | Regulus Mare        |                  |
| 母 Millers Damsel 1802 芦毛                                | 母の母Pot 8O's Mare 1792 栗毛                              | Potoooooooo                                                | Eclipse             | Eclipse          |
| 母 Millers Damsel 1802 芦毛                                | 母の母Pot 8O's Mare 1792 栗毛                              | Potoooooooo                                                | Sportsmistress      |                  |
| 母 Millers Damsel 1802 芦毛                                | 母の母Pot 8O's Mare 1792 栗毛                              | Gimcrack Mare                                              | Gimcrack            | Gimcrack         |
| 母 Millers Damsel 1802 芦毛                                | 母の母Pot 8O's Mare 1792 栗毛                              | Gimcrack Mare                                              | Snapdragon F-No.3-a |                  |